# Campionati italiani di aquathlon del 2001
I Campionati italiani di aquathlon del 2001 (II edizione) sono stati organizzati dalla Federazione Italiana Triathlon e si sono tenuti a Venezia nella spiaggia del Lido, in data 5 agosto 2001.
Tra gli uomini ha vinto Simone Mela ( Pro Patria Acros), mentre la gara femminile è andata a Cristina Giribon ( Fiamme Oro).

## Risultati

### Élite uomini
| Pos. | Atleta                     | Società sportiva           | Corsa    | Nuoto    | Corsa    | Totale   |
| ---- | -------------------------- | -------------------------- | -------- | -------- | -------- | -------- |
|      | Simone Mela                | Pro Patria Acros           | 00:07:15 | 00:00:00 | 00:32:05 | 00:32:05 |
|      | Leonardo Fiorella          | Fiamme Oro                 | 00:00:00 | 00:23:57 | 00:32:13 | 00:32:13 |
|      | Gianfranco Mione           | Big One Team3              | 00:07:19 | 00:16:40 | 00:08:19 | 00:32:18 |
| 4    | Manuel Canuto              | Big One Team3              | 00:07:23 | 00:00:00 | 00:32:29 | 00:32:29 |
| 5    | Alessandro Grasso          | Galileo Triathlon          | 00:00:00 | 00:23:49 | 00:32:36 | 00:32:36 |
| 6    | Fabio Sorgato              | Cns - Triathlon            | 00:07:04 | 00:16:51 | 00:09:14 | 00:33:09 |
| 7    | Leonardo Ballerini         | DDS                        | 00:07:22 | 00:00:00 | 00:33:18 | 00:33:18 |
| 8    | Dario Galasso              | Big One Team3              | 00:07:45 | 00:00:00 | 00:33:51 | 00:33:51 |
| 9    | Alberto Tartaglia          | Tri. Rari Nantes Marostica | 00:00:00 | 00:24:59 | 00:33:53 | 00:33:53 |
| 10   | Davide Torresin            | G.P. Triathlon             | 00:00:00 | 00:25:16 | 00:34:17 | 00:34:17 |
| 11   | Federico J. Garcia Canales | Avia Pervia                | 00:07:22 | 00:18:21 | 00:08:47 | 00:34:30 |
| 12   | Enzo Fasano                | Canottieri Irno            | 00:00:00 | 00:25:36 | 00:34:55 | 00:34:55 |
| 13   | Peter Viana                | Valle d'Aosta              | 00:07:58 | 00:17:45 | 00:09:24 | 00:35:07 |
| 14   | Daniel Sanson              | Triteam                    | 00:07:40 | 00:18:05 | 00:09:32 | 00:35:17 |
| 15   | Alessandro Osimani         | Olimpia Triathlon          | 00:07:24 | 00:19:56 | 00:08:56 | 00:36:16 |
| 16   | Giovanni De Vicari         | Tri. Rari Nantes Marostica | 00:07:53 | 00:18:56 | 00:09:30 | 00:36:19 |
| 17   | Paolo Rossetti             | Pettinelli Triathlon       | 00:07:32 | 00:19:50 | 00:08:58 | 00:36:20 |
| 18   | Carlo Pigino               | Big One Team3              | 00:00:00 | 00:30:35 | 00:36:26 | 00:36:26 |
| 19   | Alessandro Linossi         | Udine Triathlon            | 00:00:00 | 00:26:55 | 00:36:33 | 00:36:33 |
| 20   | Emanuele Salvini           | Fiamme Oro                 | 00:08:12 | 00:19:12 | 00:09:20 | 00:36:44 |

### Élite donne
| Pos. | Atleta              | Società sportiva | Corsa    | Nuoto    | Corsa    | Totale   |
| ---- | ------------------- | ---------------- | -------- | -------- | -------- | -------- |
|      | Cristina Giribon    | Fiamme Oro       | 00:08:32 | 00:18:09 | 00:08:57 | 00:35:38 |
|      | Edith Cigana        | Pesaro Triathlon | 00:08:38 | 00:17:57 | 00:09:50 | 00:36:25 |
|      | Adelaide Cappellini | Fiamme Oro       | 00:08:57 | 00:17:57 | 00:10:41 | 00:37:35 |
| 4    | Anita Motta         | DDS              | 00:09:04 | 00:00:00 | 00:38:21 | 00:38:21 |
| 5    | Rosa Maria Farace   | Canottieri Irno  | 00:10:25 | 00:18:06 | 00:11:40 | 00:40:11 |
| 6    | Marina Matarazzo    | Canottieri Irno  | 00:09:44 | 00:19:57 | 00:11:20 | 00:41:01 |
| 7    | Barbara Palombo     | Latina Triathlon | 00:11:01 | 00:18:56 | 00:13:51 | 00:43:48 |
| 8    | Eloisa De Martin    | Martes Team      | 00:09:51 | 00:20:10 | 00:15:47 | 00:45:48 |
| 9    | Monica Borsari      | Cabassi Nuoto    | 00:11:23 | 00:21:55 | 00:13:39 | 00:46:57 |